# Frameless
I Frameless sono una band tedesca formatasi nel 2001 a Westerwald . Il loro genere è il pop. Dopo l'uscita del loro primo album "Leave it all behind", hanno avuto un grande successo di pubblico in tutta la Germania. Dopo l'uscita del loro primo singolo, Wiser, inoltre, questa canzone ha raggiunto le vette delle classifiche radiofoniche Tedesche.

## Membri
Attuali:
- Christian Bedersdorfer - Voce
- Uli Weber - Pianoforte
- Jan Hüsch - Basso
- Dirk Oechsle - Batteria
- Björn Müller - Chitarra

Passati:
- Andreas Höhner - Chitarra (fino al 2004)

## Discografia ufficiale

### Album
- 2004 - Leave It All Behind
- 2005 - Closing Circle

### Singoli
- 2003 - Wiser
- 2004 - Hooray
- I Try